# Vasstjärnen (Bjuråkers socken, Hälsingland)
Vasstjärnen är en sjö i Hudiksvalls kommun i Hälsingland och ingår i Harmångersåns huvudavrinningsområde.